# Pepita Cervera
Pepita Cervera   (Lleida, 5 de maig de 1925 - Madrid, 25 de desembre de 2010) fou una concertista de piano, compositora, musicòloga i pedagoga lleidatana.       

## Carrera com a intèrpret i pedagoga
Fou alumna de Frank Marshall i de Xavier Montsalvatge, amb qui estudià Composició. Al llarg de la seva carrera va oferir més de 2.000 concerts i va recórrer més de 100 països, molt sovint acompanyada de la seva filla, Teresina Jordà.
Va crear centres d'ensenyament musical a Madrid i Catalunya amb el nom de Centres Internacionals d'Estudis Musicals Cervera-Jordà, pels quals, al llarg de cinc dècades, han passat més de 3.000 alumnes d’arreu del país, dedicats després a la direcció de cor o d’orquestra, a la interpretació, la docència o la crítica musical. Des de l'any 2004, la concertista ha impartit cada estiu un curs de postgrau a Lleida.
Pepita Cervera ha enregistrat una àmplia discografia, que inclou l'obra completa de Mozart i de Francis Poulenc, o del Pare Donostia, que restava inèdita.

## Reconeixement
L’Ajuntament de Lleida va instal·lar una placa commemorativa a la casa natal de Pepita Cervera, al carrer d’Anselm Clavé, número 13, de la ciutat, el mateix dia en què la pedagoga musical hauria fet 90 anys.